# Daisy Lúcidi

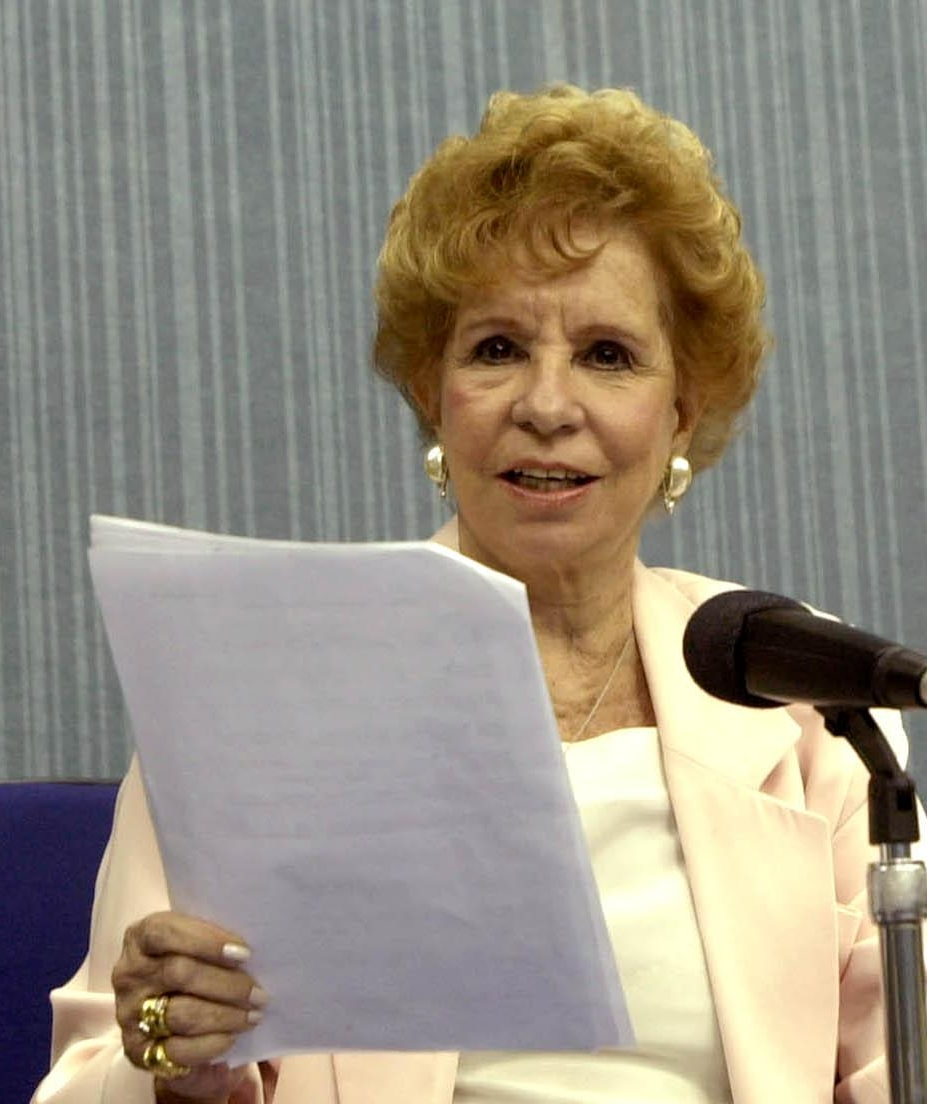
Daisy Lúcidi (2004).

Daisy Lopes Lúcidi Mendes, bekannt als Daisy Lúcidi, (anhörenⓘ * 10. August 1929 in Rio de Janeiro; † 7. Mai 2020 ebenda) war eine brasilianische Hörfunkmoderatorin, Telenovela-Darstellerin, Filmschauspielerin und Politikerin.

## Leben
Daisy Lúcidi wurde als Tochter eines Polizeioffiziers und einer Näherin in Rio geboren.
Sie war erstmals im Radio im Alter von sechs Jahren zu hören, als Lucidi ein Gedicht vorlas. Sie moderierte zehn Jahre zusammen mit Cesar Ladeira eine Radioshow und sprach Rollen in Radio Theatricals, einer Vorform der Telenovelas im Radio. In den 1960ern trat sie im Fernsehen auf. 1971 begann sie ihre eigene Radioshow Hello Daisy, die sich mit Rezepten, Klatsch über Prominente, aber auch Problemen der Großstadt Rio befasste. Sie moderierte diese Sendung 46 Jahre. Sie nutzte ihre Prominenz als Moderatorin, um 1976 erfolgreich für den Stadtrat von Rio zu kandidieren. Ab 1983 war sie für drei Legislaturperioden bis 1995 Abgeordnete im Parlament des Bundesstaates Rio de Janeiro. Ab 2007 war sie in der Telenovela Tropical Paradise zu sehen und trat in weiteren Fernsehsendungen auf. 2014 erfolgte ihr letzter Auftritt im Fernsehen. Sie spielte außerdem im Laufe ihrer Karriere in sechs brasilianischen Filmproduktionen.
Am Donnerstag, dem 7. Mai 2020 starb Daisy Lucidi während der COVID-19-Pandemie in Brasilien im Alter von 90 Jahren an den Folgen einer COVID-19-Erkrankung.